# Petchia ceylanica
Petchia ceylanica là một loài thực vật có hoa trong họ La bố ma. Loài này được (Wight) Livera miêu tả khoa học đầu tiên năm 1926.